# Scomberesox saurus
Cá thu đao Đại Tây Dương, tên khoa học Scomberesox saurus, là một loài cá trong họ Scomberesocidae được tìm thấy tại Đại Tây Dương, cũng như tại Địa Trung Hải. Loài cá này lớn tới chiều dài 35 cm, với tối đa là 50 cm, nó có một cái hàm giống mỏ và có một hàng vây nhỏ phía sau lưng và vây bụng của chúng.Cá thu đao Đại Tây Dương sống gần bề mặt nước, và thường nhảy lên trên mặt nước.

## Phân loài
Có hai phân loài được viết tới trong loài này:
- Scomberesox saurus saurus (Walbaum, 1792) (Atlantic saury)
- Scomberesox saurus scombroides (J. Richardson, 1843) (King gar)